# Tijgervallen
Tijgervallen är  vattenfall i floden Corantijn i Surinam på gränsen till Guyana.